# Циганката
„Циганката“ (на италиански: „La Zingarella“) е картина на италианския художник Антонио да Кореджо от 1516 – 1517 г. Картината (37 х 49 см.) е изложена в Зала 12 на Национален музей „Каподимонте“ в Неапол, Италия. В нея е използвана техниката на маслени бои върху дърво.

## История
Картината е записана в инвентарната книга на двореца на фамилия Фарнезе в Парма през 1587 г. лично от Ранучо I Фарнезе. Федерико Боромео, по онова време архиепископ на Милано, вижда творбата на Кореджо и остава запленен от нея до такава степен, че моли херцога за разрешение да бъде направено копие. Копието е нарисувано от художника Бартоломео Скедони и е доставено на архиепископа през 1610 г. По-късно това копие става модел за творбите на много от миланските художници от 17 век.
Картината пристига в Неапол между 1735 и 1739 г. като част от наследената от Карлос III Колекция „Фарнезе“. В наши дни творбата на Антонио да Кореджо е изложена в Музей „Каподимонте“ в Неапол.

## Описание
В картината е изобразена, макар и облечена в дрехи на циганка, Мадоната с Младенеца в скута при бягството в Египет, но тук липсва Свети Йосиф за разлика от творба на Досо Доси на същата тема. От стилистична гледна точка трябва да отбележим известни прилики между тази и други две картини, също дело на Антонио да Кореджо. А именно приликите между купчината малки ангели, които се спускат над фигурата на Дева Мария и такъв мотив, присъстващ в „Поклонението на маговете“, изложена в Художествена галерия „Брера“ в Милано, както и при успешното преплитане между фигури и пейзаж, картината има общи черти с „Мадоната с Младенеца и Свети Йоан кръстител“ от Музей Прадо в Мадрид.
За съжаление картината е разрушена още в началото на 17 век, а през 1935 г. претърпява несполучлива реставрация, с която безвъзвратно е нарушен прекрасният ѝ оригинален вид, пленил архиепископа.